# Amal al-Jubouri

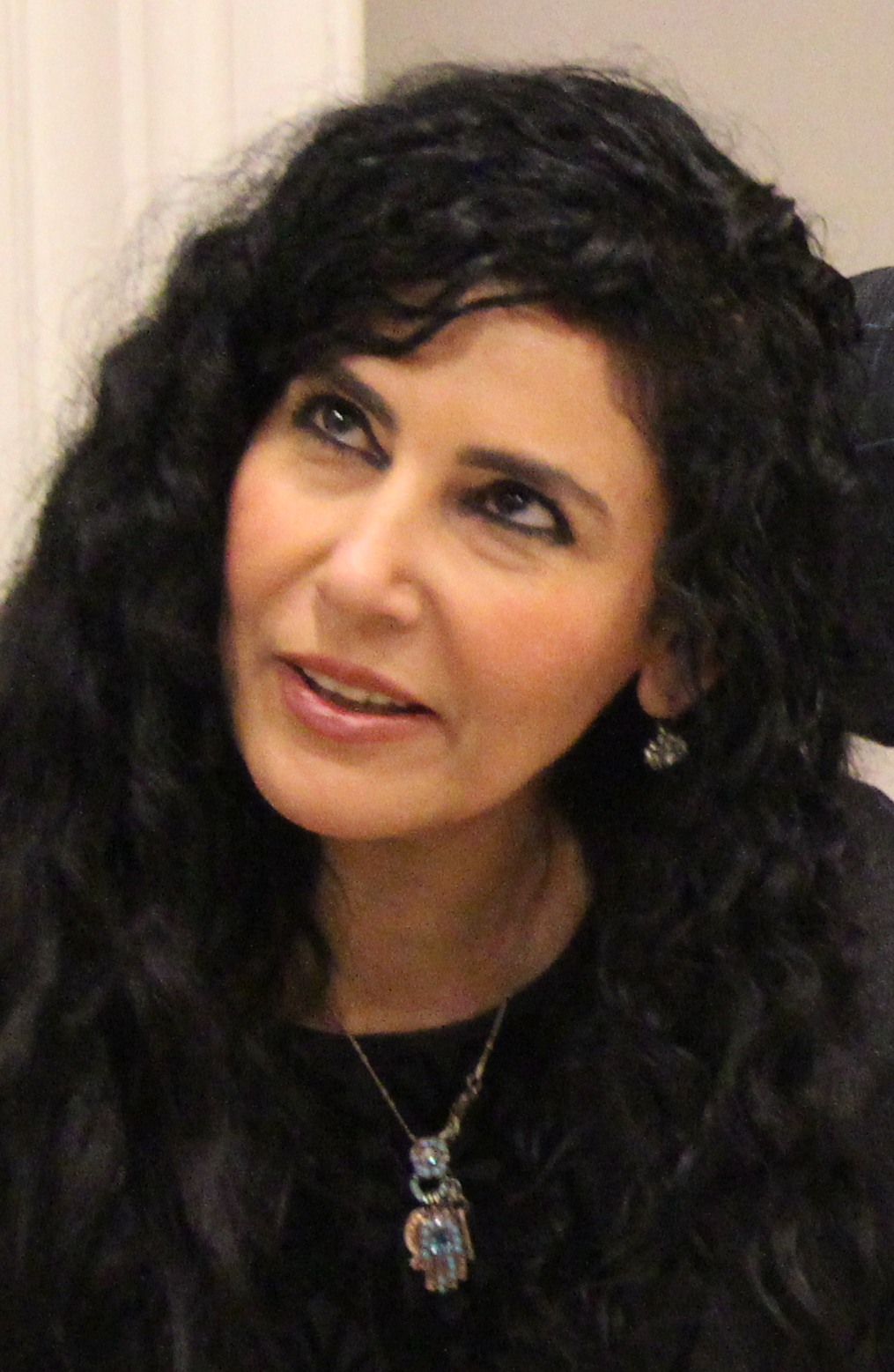
Amal al-Jubouri

Amal al-Jubouri (arabisch أمل الجبوري, DMG Amal al-Ǧubūri; * 1967 in Bagdad) ist eine irakische Autorin, Herausgeberin, Journalistin und Übersetzerin. Bekannt ist sie vor allem für ihre Lyrik.

## Leben
Al-Jubouri schloss in Bagdad 1987 ein Studium der Anglistik ab. Bereits 1986 erschien ihr erster Gedichtband Der Wein der Wunden. Im Anschluss arbeitete sie für das irakische Fernsehen, wo sie ein eigenes Kulturprogramm leitete. 1997 musste sie den Irak wegen eines regimekritischen Artikels verlassen und ging ins deutsche Exil, zunächst nach München, dann nach Berlin. Im Jahr 2000 war sie Organisatorin eines arabisch-deutschen Lyrikfestivals in Sanaa, an dem unter anderem Hans Magnus Enzensberger, Durs Grünbein, Günter Grass und Volker Braun teilnahmen. Als Übersetzerin übertrug sie auch Werke unter anderem von Enzensberger und Joachim Sartorius ins Arabische.
2001 gründete sie Diwan, ein zweisprachiges Magazin für deutsche und arabische Lyrik. 2003, zwei Tage nach dem Sturz des irakischen Regimes, kehrte sie nach Bagdad zurück, wo sie ein Kulturzentrum gründete. Seit 2000 ist al-Jubouri außerdem Kulturberaterin der Republik Jemen. Sie hat eine Tochter und lebt heute in Bagdad und Berlin.

## Werk
Al-Jubouri gilt als eine der wichtigsten zeitgenössischen Lyrikerinnen des Irak. Zahlreiche ihrer Gedichte wurden ins Deutsche übersetzt. 2003 erschien mit So viel Euphrat zwischen uns erstmals ein kompletter Gedichtband auf Deutsch, weitere Publikationen erfolgten in Zeitschriften. Einige ihrer Gedichte fanden Aufnahme in deutschsprachigen Gedichtanthologien wie „Die Farbe der Ferne“ (2000) und „Neue arabische Lyrik“ (2004). Die Themen der Gedichte von Amal al-Joubouri reichen vom sinnstiftenden Aspekt der Lyrik über den Einmarsch der amerikanischen Truppen im Irak bis zur Rolle der Frau in der arabischen Welt. Ihre Texte geben „Auskunft über die persönliche Situation, das politische Exil, die unerreichbare Heimat und die Situation“ der Autorin. In jüngster Zeit geht es ihr um die gemeinsamen Wurzeln der verschiedenen Religionen und das Verbindende in den unterschiedlichen Traditionen. Al-Jubouris Lyrik ist von europäischen und arabischen Einflüssen gleichermaßen geprägt.

## Rezeption/Auszeichnungen
Ihr in London erschienener Gedichtband Enheduanna, priestess of exile wurde 1999 auf der Buchmesse in Beirut als „bestes arabisches Buch“ ausgezeichnet. 99 Schleier gewann 2003 den Preis des Arabisch-Libanesischen Klubs in Paris.

## Veröffentlichungen
- (ar) Der Wein der Wunden, Bagdad (Ishtar Publishing) 1986.
- (en) Release me, ye Words [Befreit mich, ihr Worte] Beirut 1994, National Library No. 799/8/1994.
- (ar) Enheduanna, priestess of exlile [Enheduanna, die Priesterin der Verbannung], London/Beirut (Dar Al-Saqi) 1999.
- (ar) 99 Schleier (2003)
- (de) So viel Euphrat zwischen uns. Friedenauer Presse, Berlin 2003, ISBN 978-3-932109-34-8
- (ar/de) Die erste Sprache der Welt : moderne irakische Kunst, Heft 7 von Diwan, eine Zeitschrift für arabische und deutsche Poesie, Berlin 2004
- (ar/en) Hagar Before the Occupation / Hagar After the Occupation: Poems, translated by Rebecca Gayle Howell with Husam Qaisi. Alice James Books, Farmington, Maine, USA 2011, ISBN 978-1-882295-89-0.

## Rezensionen
- Husam Qaisi: „Hagar Before the Occupation / Hagar After the Occupation“, in: The Massachusetts review, Jahrgang 51, Nummer 4, 2010, Seite 725 (zu Hagar Before the Occupation / Hagar After the Occupation: Poems)
- „Der Wein der Sprache. Körperbetont. Die irakische Dichterin Amal Al-Jubouri definiert die Welt neu“, Der Freitag, 8. Oktober 2004 (zu So viel Euphrat zwischen uns)
- Carsten Hueck: „Verführerische Trugbilder. Ein Gedichtband der Irakerin Amal al-Jubouri“, Neue Zürcher Zeitung, 27. April 2004 (online bei lyrikwelt.de) (zu So viel Euphrat zwischen uns)